# 福島智
福島 智（ふくしま さとし、1962年12月25日 - ）は、日本のバリアフリー研究者。東京大学教授。学位は、博士（学術）（東京大学・論文博士・2008年）。専門は、バリアフリー教育、障害学、障害者福祉、アクセシビリティ。
社会福祉法人全国盲ろう者協会理事。世界盲ろう者連盟アジア地域代表。世界で初めて常勤の大学教員となった盲ろう者。

## 来歴
兵庫県神戸市出身。生後5ヶ月で眼病を患い3歳で右目、9歳で左目を失明する。18歳のときに特発性難聴で失聴し全盲ろう者になる。18歳までの音の記憶が残っており、自分の声を聴くことはできないが、よどみなく口で発話する事ができる。実際、講義や講演会でも発声して話している。神戸出身のため、日常生活では関西弁を話す。また、ピアノの演奏も行う。
母・令子の考案した指点字を使い、会話とコミュニケーションをはかる。この指点字は全国の盲ろう者に広く知られ、盲ろう者のコミュニケーション手段の新たな選択肢となる。
1983年、盲ろう者として日本で初めて大学へ入学（東京都立大学人文学部）。金沢大学教育学部助教授、東京大学先端科学技術研究センター准教授を経て、現職。
1995年に手話通訳士の光成沢美と結婚（のちに離婚）。1996年、母親の令子とともに吉川英治文化賞受賞。2003年には、米国の週刊誌TIME誌（2003年4月28日号）で「アジアの英雄」に選ばれる。2005年、適応障害と診断される。以後、再発を繰り返している。
2008年、盲ろう者として世界で初めて大学の常勤教員となる。同年に出演したNHK「課外授業 ようこそ先輩」『みんな生きていればいい』の回は、日本賞グランプリおよび「コンテンツ部門 青少年向けカテゴリー 外務大臣賞」を受賞。
2015年に本間一夫文化賞を受賞。同年、20歳以上年下の指点字通訳者と再婚。
現在は、大学でバリアフリー論、障害学（Disability Studies）の研究と教育に従事する一方、盲ろう者を含めた障害者の福祉増進を目指す社会的活動に取り組む。
2022年11月4日、福島の生い立ちを描いた映画『桜色の風が咲く』が公開された。

## 略年譜

### 学歴
- 1982年3月 - 筑波大学附属盲学校高等部普通科 卒業
- 1987年3月 - 東京都立大学人文学部人文科学科教育学専攻 卒業
- 1989年3月 - 東京都立大学大学院人文科学研究科教育学専攻修士課程 修了
- 1992年3月 - 東京都立大学大学院人文科学研究科教育学専攻博士課程単位取得満期退学
- 2008年5月 - 東京大学より博士（学術）の学位を取得（博士論文：「福島智における視覚・聴覚の喪失と「指点字」を用いたコミュニケーション再構築の過程に関する研究」）

### 職歴
- 1996年7月 - 東京都立大学人文学部 助手
- 1996年12月 - 金沢大学教育学部 助教授
- 2001年4月 - 東京大学先端科学技術研究センター 助教授
- 2007年4月 - 東京大学先端科学技術研究センター 准教授
- 2008年10月 - 東京大学先端科学技術研究センター教授[8]

#### 非常勤
- 1988年4月 - 筑波大学附属盲学校高等部国語科 非常勤講師
- 1993年4月 - 国立身体障害者リハビリテーションセンター学院 手話通訳専門職員養成課程 非常勤講師
- 1994年4月 - 横浜国立大学教育学部 非常勤講師
- 1995年4月 - 高知大学教育学部 非常勤講師
- 1996年4月- 日本社会事業大学 非常勤講師

## 主な著作
- 渡辺荘の宇宙人-指点字で交信する日々（素朴社 1995年） ISBN 4915513394
- 盲ろう者とノーマライゼーション-癒しと共生の社会をもとめて（明石書店 1997年） ISBN 4750309826
- 生きるって人とつながることだ！（素朴社 2010年）ISBN 9784903773131
- 盲ろう者として生きて-指点字によるコミュニケーションの復活と再生（明石書店 2011年）ISBN 9784750334332
- ぼくの命は言葉とともにある（致知出版社 2015年） ISBN 4800910722

関連書籍
- ゆびで聴く-盲ろう青年福島智君の記録（塩谷治（著）、小島純郎（著） 松籟社 1988年） ISBN 4879840920
- 指先で紡ぐ愛-グチもケンカもトキメキも（光成沢美（著） 講談社 2003年） ISBN 4062113597
- 指先で紡ぐ愛（コミック版、森尾理奈、講談社、2004年）ISBN 406365298X
- ゆびさきの宇宙-福島智・盲ろうを生きて（生井久美子（著） 岩波書店 2009年） ISBN 400025409X のち文庫
- さとし わかるか（福島令子（著） 朝日新聞出版 2009年） ISBN 4022505656

## 出演

### テレビ番組
- 課外授業 ようこそ先輩（NHK、2008年5月）[9]
- 爆笑問題のニッポンの教養（NHK、2009年6月9日） - ゲスト[10][11]
- SWITCHインタビュー 達人達（NHK、2017年4月）
- NHKニュース7（NHK、2020年5月）

### ラジオ番組
- 「人間を考える～わたしの『幸福論』」第4回（NHKラジオ第2、カルチャーラジオ 日曜カルチャー、2020年3月）